# Château de Grandpré
Pour les articles homonymes, voir Grandpré (homonymie).
Le château de Grandpré est constitué des éléments subsistant d'un château situé à Grandpré, en France, construit par les Joyeuse, comtes de Grandpré, à la fin du XVIe siècle et au début du XVIIe siècle.

## Localisation
Le château est situé sur la commune de Grandpré, dans le département français des Ardennes. Le lieu a été longtemps stratégique situé sur le versant nord de la vallée de l'Aire, contrôlant un des rares passages coupant la forêt d'Argonne. C'est la Trouée de Grandpré. Ce passage a été comparé aux Thermopyles par le général Dumouriez, dans les mouvements de troupes préparatoires à la bataille de Valmy.

## Description
De ce qui reste aujourd'hui du château de Grandpré, on remarque tout d'abord la remarquable tour-porte de la Justice, le long de la petite route en pente montant vers la colline. Cette porte est entourée de façades en briques animées de chaines harpées non saillantes réalisées en pierre locale qui est un calcaire de couleur jaunâtre. 
Au centre, dans le renfoncement, le porche est surmonté d'un fronton à volutes, que soutiennent deux colonnes torses. Placées sur des bases sculptées, ces colonnes sont décorées de feuillages enroulés et supportent une corniche et un tableau nu, accosté de petits volutes. Surmontant la porte charretière, une grande fenêtre à meneaux croisés éclaire l'étage de la tour. À la naissance du comble doté d'un toit à la française, se détachent trois bretèches, chacune portée par trois consoles et couronnée d'un fronton rehaussé de boules, de modillons, et de volutes. Ces bretèches étaient censées défendre les deux portes piétonnières latérales ainsi que charretière centrale et la fenêtre à meneaux qui la surplombe. Cette grande arcade charretière en plein cintre est donc encadrée de deux portes piétonnes également en plein cintre. L'ensemble de cette entrée, assez remarquable, est de pur style Louis XIII, style baroque assez rare. L'ensemble est daté : 1618.
Les deux pavillons qui encadrent la porte de la Justice sont des bâtiments barlongs à usage de communs, percés de rares ouvertures vers l'extérieur et qui sont dotés à chacun de leurs angles d'une échauguette carrée reposant sur trois moulures à ressaut. La rareté et la petitesse des fenêtres ouvertes dans le mur extérieur de ces longs bâtiments ainsi que la présence des trois bretèches au-dessus de la porte dénotent une préoccupation défensive -même si celle-ci est plus symbolique qu'efficace- non pas pour résister à un siège en règle mais tout au moins pour se prémunir contre un petit "coup-de-main" ou décourager d'éventuels voleurs. Dans le même esprit défensif, les pavillons possèdent quelques petites canonnières plus aptes à servir des armes à feu individuelles (arquebuses puis mousquets) plutôt que de petites pièces d'artillerie.
Les trois passages à travers la tour-porte sont surmontés d'élégantes arcatures à croisées d'ogives portant sur des piliers.
Côté cour, on retrouve le triple portail tandis que trois lucarnes à fronton coupé se substituent aux bretèches.

## Historique
Une forteresse féodale existait initialement au nord de la ville, sur un sommet de 204 mètres, dominant la vallée. Le lieu-dit s'appelle aujourd'hui Notre-Dame de Châtelet, ou Châtel, château. Sa garnison se comportant comme des brigands, ce château primitif a été détruit en 1441 sur ordre de Charles VII.

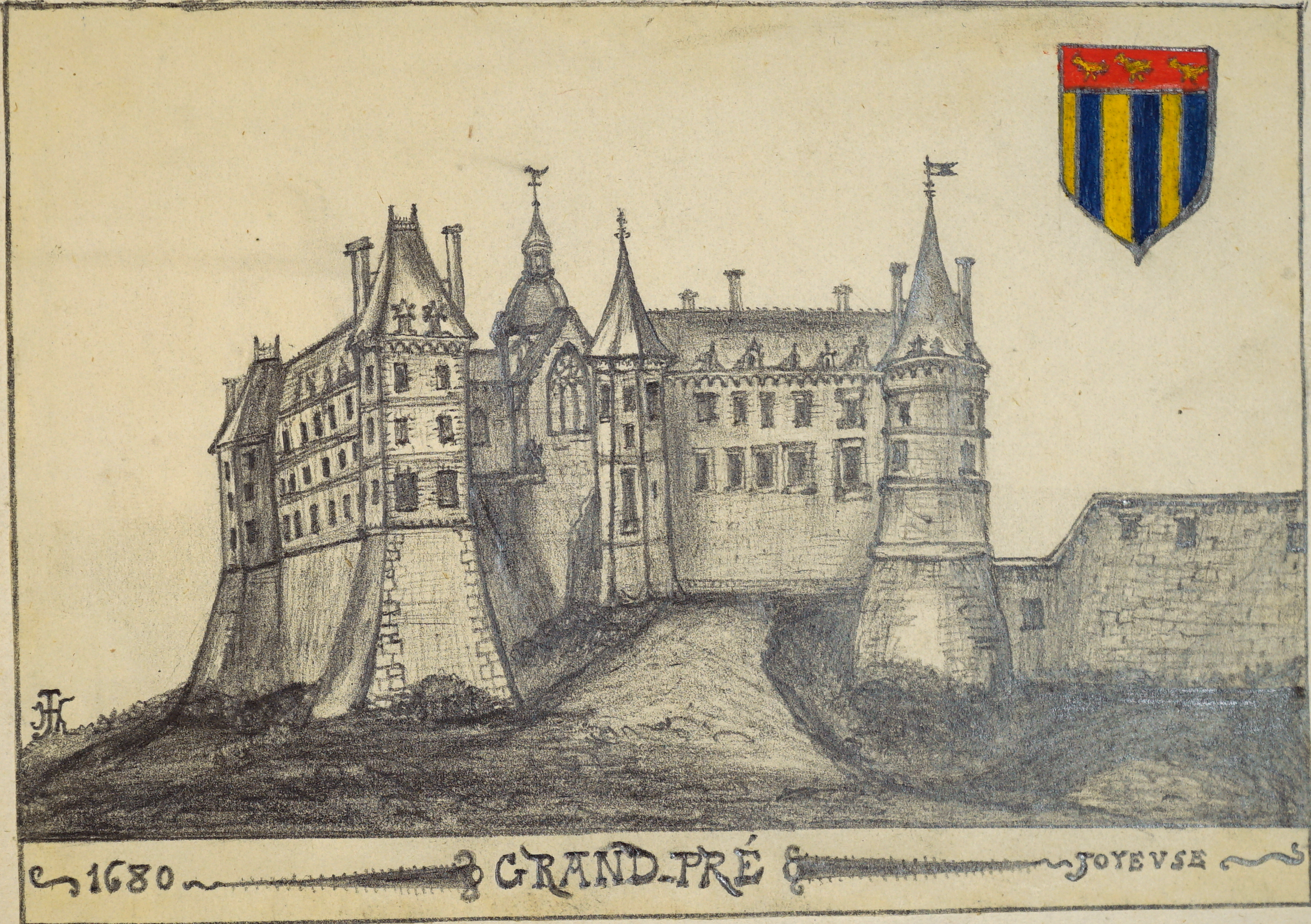
En 1680 ?

Louis de Joyeuse, devenu comte de Grandpré en lieu et place de la lignée initiale, commence l'édification d'un nouveau château à la fin du XVe siècle. L'emplacement choisi est en sortie de bourg, au nord-est, le long du chemin en pente menant à l’ancien château, au-dessus de la rue de Chantereine. C'est son arrière-petit-fils, Claude de Joyeuse, dont le mausolée se trouve dans l'église Saint-Médard, qui termine la construction. C'est ce Claude de Joyeuse qui construit la Porte de la Justice qui subsiste aujourd'hui.
En 1791, le château devient la propriété du marquis de Sémonville, homme politique qui traversa tous les régimes politiques, Révolution, Empire, Restauration. En 1792, il accueille une dizaine de jours le général Dumouriez dont l'armée campe à proximité. Puis, il subit quelques dégâts de l'armée prussienne et de l'armée des émigrés. En 1796,  Charles-Louis Huguet de Sémonville fait restaurer le château. En 1799, le général Joubert s'y marie avec Félicité Françoise de Montholon-Sémonville, la fille adoptive de l'ambassadeur Sémonville, mariée plus tard au maréchal Macdonald.
Le 13 novembre 1834, dans la nuit, un incendie touche une grande partie du château, à la suite d'un feu allumé dans la cheminée de la salle des gardes. Quelques mois auparavant, une compagnie d'assurances lui avait proposé d'assurer l'édifice ; Sémonville avait répondu : « Bah ! il faudrait pour endommager le château amasser six cents fagots de sarments dans la salle des gardes et y mettre le feu. » Excepté quelques parties, dont la Porte de la Justice et les dépendances qui l'entourent, l'édifice est détruit. En ruines, le château est revendu en 1839, à la mort du marquis de Sémonville. Il est reconstruit par ses nouveaux propriétaires, la famille Babled, sur un plan beaucoup plus réduit et plus simple, au point d'avoir aujourd'hui plus l'aspect d'une grosse maison de maître.
La Première Guerre mondiale le détruit à nouveau, à l'exception, toujours, de la partie de la Porte de la Justice et des dépendances, qui subsistent. Il est relevé de ses ruines dans les années 1920 avec toutefois quelques simplifications stylistiques extérieures par rapport à la reconstruction des années 1850.
Les bâtiments actuels ont été classés au titre des monuments historiques en 1921.